# 1960

## Події
- 1960 рік відомий як «Рік Африки»
- 23 січня — швейцарський вчений-дослідник Жак Пікар і лейтенант-підводник ВМС США Дональд Волш на батискафі «Трієст» спустились на дно Маріанської впадини, досягнувши рекордної глибини занурення 10 918 метрів.
- 13 лютого — перший випробувальний вибух французького ядерного вибухового пристрою на полігоні Регган.
- 8 червня — у Москві зіркою Героя Радянського Союзу був нагороджений вбивця Льва Троцького Рамон Меркадер
- 26 червня — Мадагаскар став незалежною від Франції державою.
- 6 липня — стартував перший чемпіонат Європи з футболу.
- 10 липня — першим чемпіоном Європи з футболу стала збірна Радянського Союзу.
- 6 листопада — почав роботу Київський метрополітен.
- 22 травня — стався землетрус в Чилі.9,5 баллів за шкалою Ріхтера.
- 21 квітня — засноване місто Бразиліа, столиця сучасної Бразилії.
- 24 жовтня — на стартовому майданчику космодрому Байконур за півгодини до першого пуску вибухнула ракета Р-16. За різними даними, в результаті аварії загинули від 74 до 126 осіб. Це найбільша катастрофа в історії ракетної техніки.

## Вигадані події
- Події книги 11/22/63.
- Події серіалу 11.22.63.

## Наука
- Створення першого лазера (Теодор Майман).

## Народились
Дивись також: Категорія:Народились 1960
- 1 січня
  - Бернарду Карвалью, бразильський письменник, журналіст.
  - Юрій Шайгородський, український політолог, соціальний психолог.
  - Георгій Делієв, актор, режисер, художній керівник театру «Маски-шоу».
- 4 січня — Майкл Стайп, американський рок-співак, композитор.
- 5 січня — Вересень Микола, український радіо- і тележурналіст, політик.
- 11 січня — Таран Олег, український футболіст, тренер.
- 12 січня — Станіслав Боклан, український актор театру та кіно.
- 13 січня — Кевін Андерсон, американський актор.
- 17 січня — Ігор Ніколаєв, російський композитор, співак.
- 22 січня — Майкл Хатченс, австралійський рок-співак, лідер гурту INXS.
- 23 січня — Онищенко Володимир Андрійович, український кінорежисер і сценарист режисер.
- 24 січня — Настасія Кінські, американська акторка.
- 26 січня — Леонід Парфенов, російський тележурналіст і телеведучий.
- 7 лютого — Дітер Болен, німецький поп-співак, композитор (Modern Talking, Blue System).
- 13 лютого — П'єрлуїджі Колліна, італійський футбольний арбітр.
- 13 лютого — Сергій Тігіпко, український підприємець, політик.
- 15 лютого — Мікі Крейг, англійський рок-музикант (Culture Club).
- 7 березня — Іван Лендл, американський тенісист.
- 13 березня — Юрій Андрухович, український поет, прозаїк, перекладач.
- 21 березня — Айртон Сенна, бразильський автогонщик «Формула-1».
- 26 березня — Дженніфер Грей, американська акторка.
- 10 квітня — Африка Бамбаатаа, американський співак, піонер стилю реп.
- 13 квітня — Руді Феллер, німецький футболіст, тренер.
- 16 квітня — П'єр Літбарскі, німецький футболіст.
- 23 квітня — Стів Кларк, американський рок-музикант (Def Leppard).
- 26 квітня — Роджер Тейлор, англійський рок-музикант (Duran Duran).
- 10 травня — Боно, ірландський рок-музикант, співак (U2).
- 20 травня — Тоні Гордвін, актор.
- 1 червня — Саймон Геллап, рок-музикант (The Cure).
- 6 червня — Стів Вай, рок-гітарист.
- 8 червня — Мік Хакнелл, співак (Simply Red).
- 20 червня — Джон Тейлор бас-гітарист гурту Duran Duran.
- 3 липня — Вінс Кларк, композитор, рок-музикант (Depeche Mode, Erasure).
- 15 липня — Кім Алексіс, супермодель.
- 16 липня — Джей Міллер, американський хокеїст.
- 27 липня — Сергій Куніцин, український політик.
- 28 липня — Володимир Гришко, український співак (тенор).
- 6 серпня — Мареєва Марина Євгенівна, російський кінодраматург.
- 7 серпня — Девід Духовни, американський актор.
- 10 серпня — Антоніо Бандерас, іспанський кіноактор.
- 10 серпня — Мамука Кікалейшвілі, грузинський актор.
- 17 серпня — Шон Пенн, американський актор.
- 21 серпня — Стів Кейс, американський бізнесмен.
- 22 серпня — Деббі Петерсон, американська співачка.
- 8 вересня — Дейвід Стіл, рок-музикант.
- 9 вересня
  - Г'ю Грант, англійський кіноактор.
  - Володимир Данилець, актор гумористичного та розмовного жанрів.
- 25 вересня — Ігор Бєланов, український футболіст.
- 15 жовтня — Євген Комаровський, український дитячий лікар, кандидат медичних наук, лікар вищої категорії і телеведучий.
- 18 жовтня — Жан-Клод Ван Дам, американський актор.
- 30 жовтня — Марадона Дієго, аргентинський футболіст.
- 8 листопада — Меньшиков Олег, російський актор.
- 18 листопада — Кім Вайлд, англійська поп-співачка.
- 27 листопада — Тимошенко Юлія Володимирівна, українська підприємець, політик.
- 30 листопада — Гарі Лінекер, англійський футболіст.
- 3 грудня — Деріл Ханна, американська кіноакторка.
- 14 грудня — Віктор Пінчук, українській підприємець, мільярдер та меценат.

## Померли
Дивись також: Категорія:Померли 1960
- 4 січня — Камю Альбер — визначний французький романіст, філософ, публіцист.
- 7 лютого — Ігор Курчатов, російський фізик.
- 9 лютого — Олександр Бенуа, російський та французький художник, мистецтвознавець.

## Нобелівська премія
- з фізики: Дональд Артур Глазер — «За винахід бульбашкової камери»
- з хімії: Віллард Франк Ліббі — «За введення методу використання вуглецю-14 для визначення віку в археології, геології, геофізиці і інших областях науки»
- з медицини та фізіології: Макфарлейн Бернет та Пітер Медавар — «За відкриття набутої імуннологічної толерантності»
- з літератури: Сен-Жон Перс
- премія миру: Альберт Лутулі — «За зусилля за утвердження справедливості між людьми і народами»